# Paul Gebauer (Ruderer)
Paul Gebauer (* 11. März 1996 in Berlin) ist ein deutscher Ruderer.

## Karriere
Paul Gebauer gewann 2013 die Goldmedaille im Achter bei den Junioren-Weltmeisterschaften in Trakai im Fotofinish mit 1/100 Sekunden vor den Italienern. 2014 wechselte er in den Vierer ohne Steuermann und ging zusammen mit Olaf Roggensack, René Schmela und Wolf-Niclas Schröder bei den Junioren-Weltmeisterschaften in Hamburg an den Start. Nachdem sie den Vorlauf und auch das Halbfinale souverän gewinnen konnten, gewannen sie im Finale mit über 10 Sekunden Vorsprung den Titel vor dem Boot aus Rumänien. Bei den U23-Weltmeisterschaften 2015 belegte er mit Wolf-Niclas Schröder den fünften Platz im Zweier ohne Steuermann. 2016 starteten die vier wieder im Vierer ohne und erreichten den fünften Platz bei den U23-Weltmeisterschaften.
2017 schaffte er es sich in das Team Deutschland-Achter zu rudern und startete im Vierer ohne bei den Europameisterschaften. Gemeinsam mit Wolf-Niclas Schröder, Finn Schröder und Christopher Reinhardt verpasste er knapp das A-Finale. Das B-Finale konnten die vier dann aber gewinnen und den Wettbewerb so auf dem siebten Platz beenden. Anschließend gingen die vier beim zweiten Ruder-Weltcup der Saison in Posen an den Start. Hinter den Booten aus Australien und Großbritannien konnten sie dieses Mal die Bronzemedaille gewinnen. Zum dritten Weltcup in Luzern rückte Laurits Follert für Finn Schröder in das Boot. Wie schon bei der Europameisterschaft konnte der Vierer ohne das B-Finale gewinnen und am Ende siebter werden. Bei der Weltmeisterschaft gelang den vieren dann die Qualifikation für das A-Finale. Allerdings kamen sie im Finale nicht über den sechsten und damit letzten Platz hinaus. Im Jahr darauf schaffte er es nicht sich für die A-Nationalmannschaft zu qualifizieren und ging bei den U23-Weltmeisterschaften 2018 an den Start. Im Achter verpasste er mit dem vierten Rang knapp die Medaillenplätze.
2019 startete er beim zweiten Weltcup in Posen im Vierer ohne Steuermann. Zusammen mit Janek Schirrmacher, Malte Großmann und Wolf-Niclas Schröder belegte er den dritten Platz im C-Finale und damit in der Endabrechnung Platz 15. Da beide deutschen Zweier ohne beim Weltcup in Posen zu langsam waren um bei der Weltmeisterschaft um die Qualifikationsplätze für die Olympischen Spiele zu kämpfen, wurden beim dritten Weltcup zwei neue Zweier ohne Steuermann ins Rennen geschickt. Zusammen mit Wolf-Niclas Schröder verpasste er zwar knapp das Halbfinale A/B der Besten 12 Boote, gewann dann aber das C-Finale. Mit dem 13. Platz konnten sie aber den internen Ausscheid gegen Marc Leske und Paul Schröter gewinnen. Damit durften die beiden auch bei der Weltmeisterschaft in Linz/Ottensheim im Zweier ohne Steuermann starten. Im Viertelfinale belegten sie den sechsten Platz und verpassten damit den Sprung unter die Besten 12 Boote. Mit dem fünften Platz im C-Finale, der Platz 17 bedeutete, verpassten sie die Qualifikation für die Olympischen Spiele deutlich.
Im Jahr darauf wechselten beide wieder in den Vierer ohne Steuermann. Gemeinsam mit Felix Wimberger und Maximilian Planer wollten sie 2020 den Vierer ohne für die Olympischen Spiele qualifizieren. Nachdem allerdings der Großteil der Saison abgesagt wurde, konnten sie nur bei den Europameisterschaften 2020 antreten. Es gelang ihnen sich für das A-Finale zu qualifizieren, wo sie als sechste über die Ziellinie fuhren.

## Berufsweg
Paul Gebauer ist aktuell Berufssoldat. Nachdem er drei Semester Medieninformatik an der Technischen Universität Berlin studiert hatte, gab es Probleme die Kurse an der Technischen Universität Dortmund anrechnen zu lassen. Deshalb studiert er inzwischen Sportmanagement im Fernstudium an der IU Internationale Hochschule.

## Internationale Erfolge
- 2013: Goldmedaille Junioren-Weltmeisterschaften im Achter
- 2014: Goldmedaille Junioren-Weltmeisterschaften im Vierer ohne Steuermann
- 2015: 5. Platz U23-Weltmeisterschaften im Zweier ohne Steuermann
- 2016: 5. Platz U23-Weltmeisterschaften im Vierer ohne
- 2017: 7. Platz Europameisterschaften im Vierer ohne
- 2017: 6. Platz Weltmeisterschaften im Vierer ohne
- 2018: 4. Platz U23-Weltmeisterschaften im Achter
- 2019: 17. Platz Weltmeisterschaften im Zweier ohne
- 2020: 6. Platz Europameisterschaften im Vierer ohne